# Michael Jones (historiador)
Michael Jones (Wrexham, Gales, 5 de diciembre de 1940-19 de agosto de 2023) fue un historiador británico.
Estudió historia en Oxford, y enseñó primero en Exeter, luego en Nottingham de 1967 a 2002, especializando en historia medieval francesa.  Es miembro de muchas sociedades británicas de historia: Royal Historical Society (1971), la Société d'Histoire et d'Archéologie de Bretagne (1972), Society of Antiquaries of London (1977), Société d'Etudes et de Recherches sur le Pays de Retz (1985), Sociedad para el estudio de la historia de Francia.  Es miembro del Breton ordre de l'Hermine y 'Correspondant de l'Institut'. La mayoría de sus trabajos es sobre el ducal periodo de Brittany.

## Publicaciones

### Publicaciones en inglés
- Ducal Brittany 1364-1399: Relations with England and France during the Reign of Duke John IV, Oxford, Clarendon Press 1970, reprinted Sandpiper 1997
- The Creation of Brittany: A Late Medieval State, London, Hambledon 1988
- The Bretons (with Patrick Galliou), Oxford, Blackwell 1991
- Between France and England: Politics, Power and Society in Late Medieval Brittany, Ashgate 2003
- Letters, Orders and Musters of Bertrand du Guesclin, 1357-1380, Boydell 2004

### Publicaciones en francés
- Recueil des actes de Jean IV, duc de Bretagne, (3 vols) 1980–2001
- La Bretagne ducale. Jean IV de Montfort (1364-1399) entre la Francia et l'Angleterre, 1998.
- Les châteaux de Bretagne, Ouest-Francia, con Gwyn Meirion-Jones, Rennes, 1992
- Les Anciens Bretons des origines au XVe siècle, con Patrick Galliou, 1993
- Catálogo sommaire des archivos du Fonds Lebreton, Abbaye Santos-Guénolé, Landevennec, Nottingham, 1998.
- Recueil des actes de Charles de Blois et Jeanne de Penthièvre, duc et duchesse de Bretagne (1341-1364) suivi des Actes de Jeanne de Penthièvre (1364-1384), Rennes, Pulsa Universitaires de Rennes 1996
- Le Premier Inventaire du Trésor des Chartes des ducs de Bretagne (1395). Hervé Le Grant et les origines du Chronicon Briocense, Soc. Histoire et d'Archeologie de Bretagne 2007